# Municipio de Elms
El municipio de Elms (en inglés: Elms Township) es un municipio ubicado en el condado de Bottineau en el estado estadounidense de Dakota del Norte. En el año 2010 tenía una población de 57 habitantes y una densidad poblacional de 0,61 personas por km².

## Geografía
El municipio de Elms se encuentra ubicado en las coordenadas 48°35′47″N 101°14′41″O / 48.59639, -101.24472. Según la Oficina del Censo de los Estados Unidos, el municipio tiene una superficie total de 93.14 km², de la cual 93,1 km² corresponden a tierra firme y (0,05 %) 0,04 km² es agua.

## Demografía
Según el censo de 2010, había 57 personas residiendo en el municipio de Elms. La densidad de población era de 0,61 hab./km². De los 57 habitantes, el municipio de Elms estaba compuesto por el 91,23 % blancos, el 1,75 % eran amerindios, el 7,02 % eran de otras razas. Del total de la población el 7,02 % eran hispanos o latinos de cualquier raza.